# Dicksonia sellowiana
Dicksonia sellowiana là một loài dương xỉ trong họ Dicksoniaceae. Loài này được Hook. mô tả khoa học đầu tiên năm 1844.

## Hình ảnh

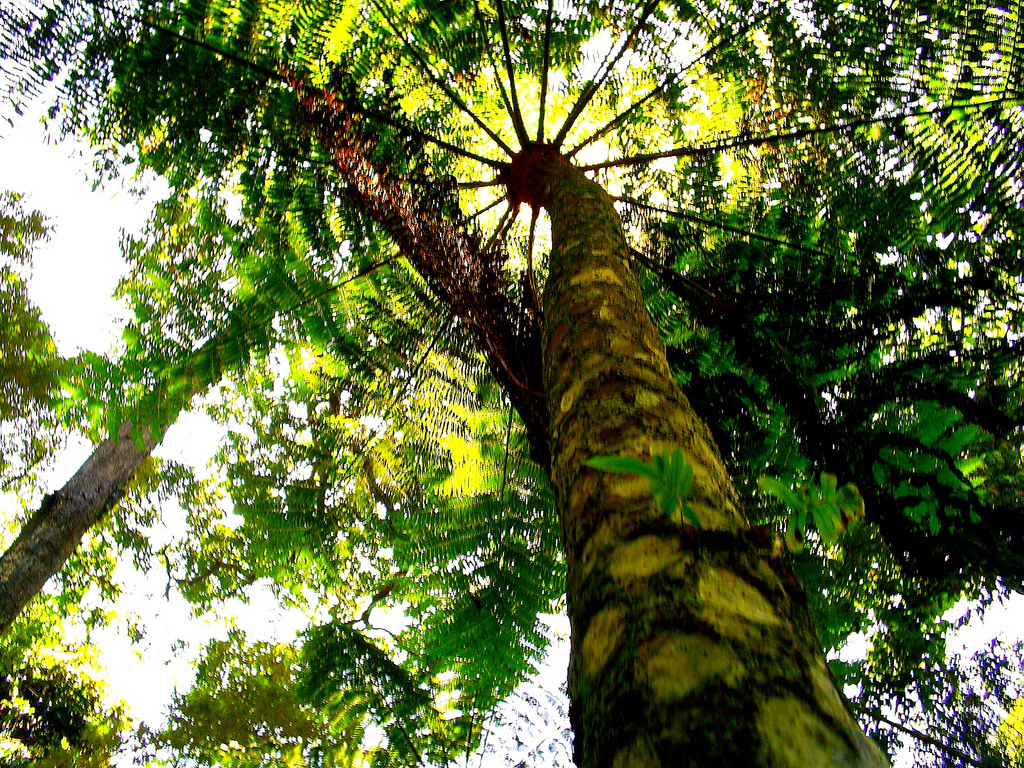
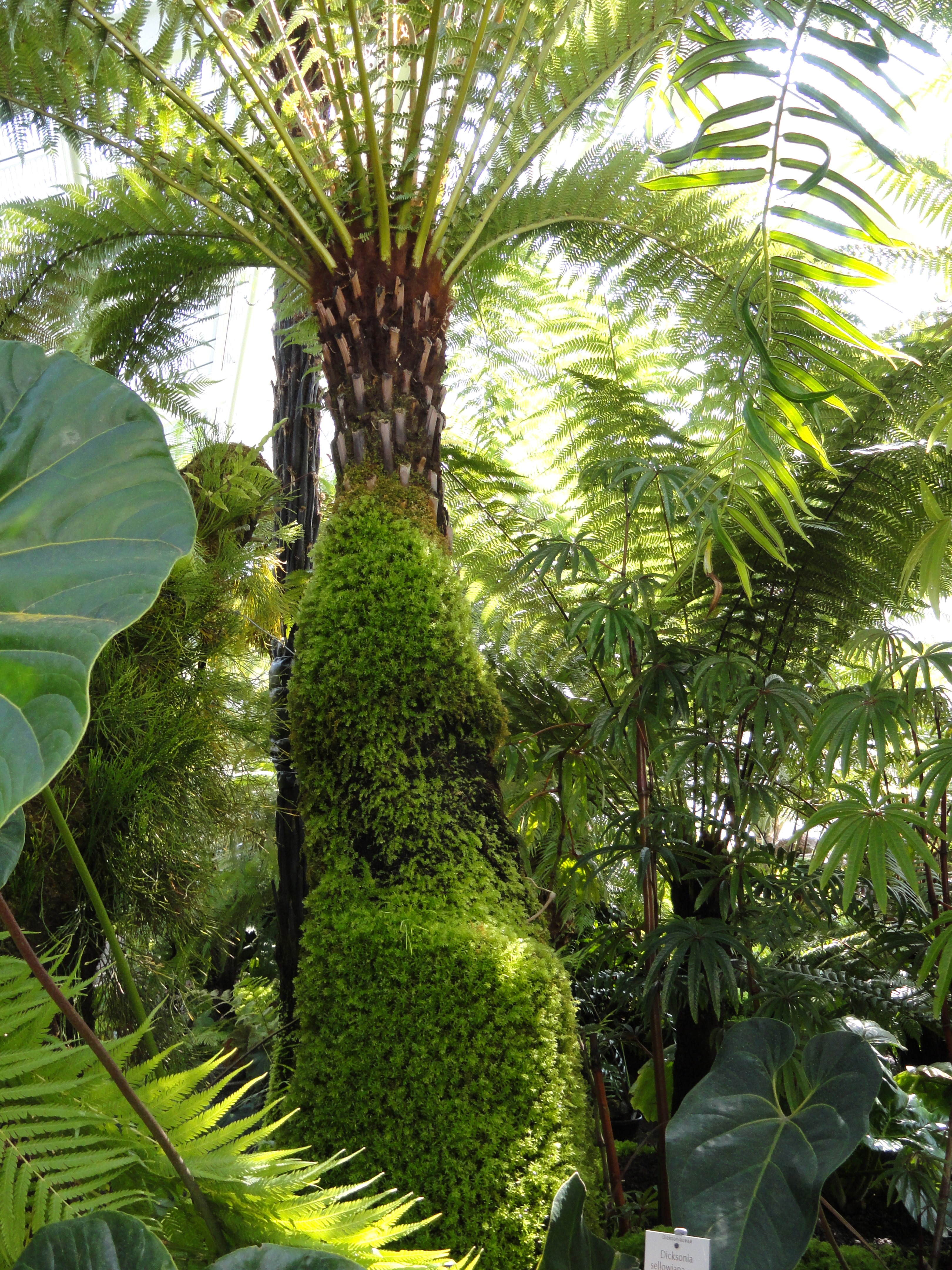
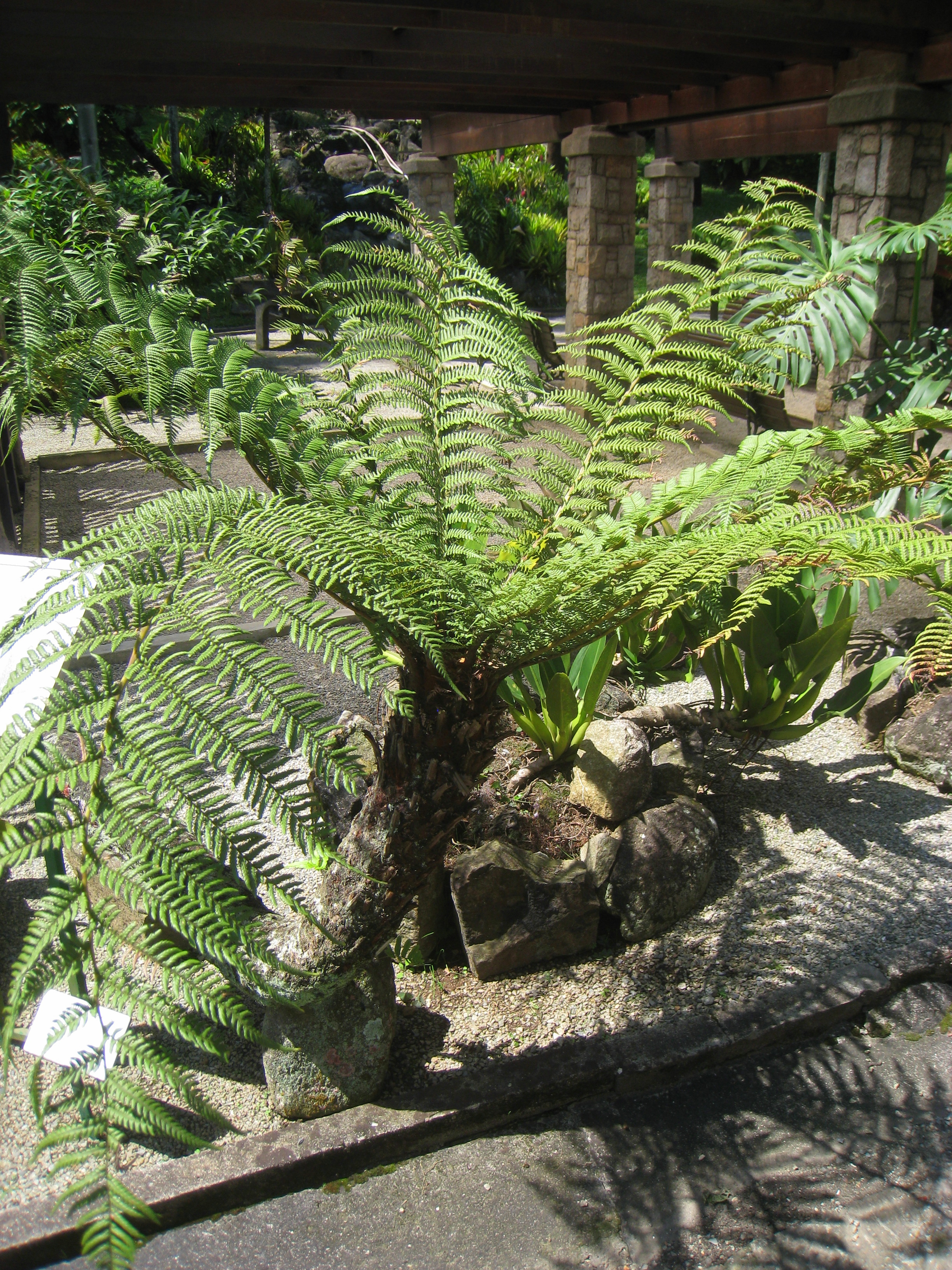
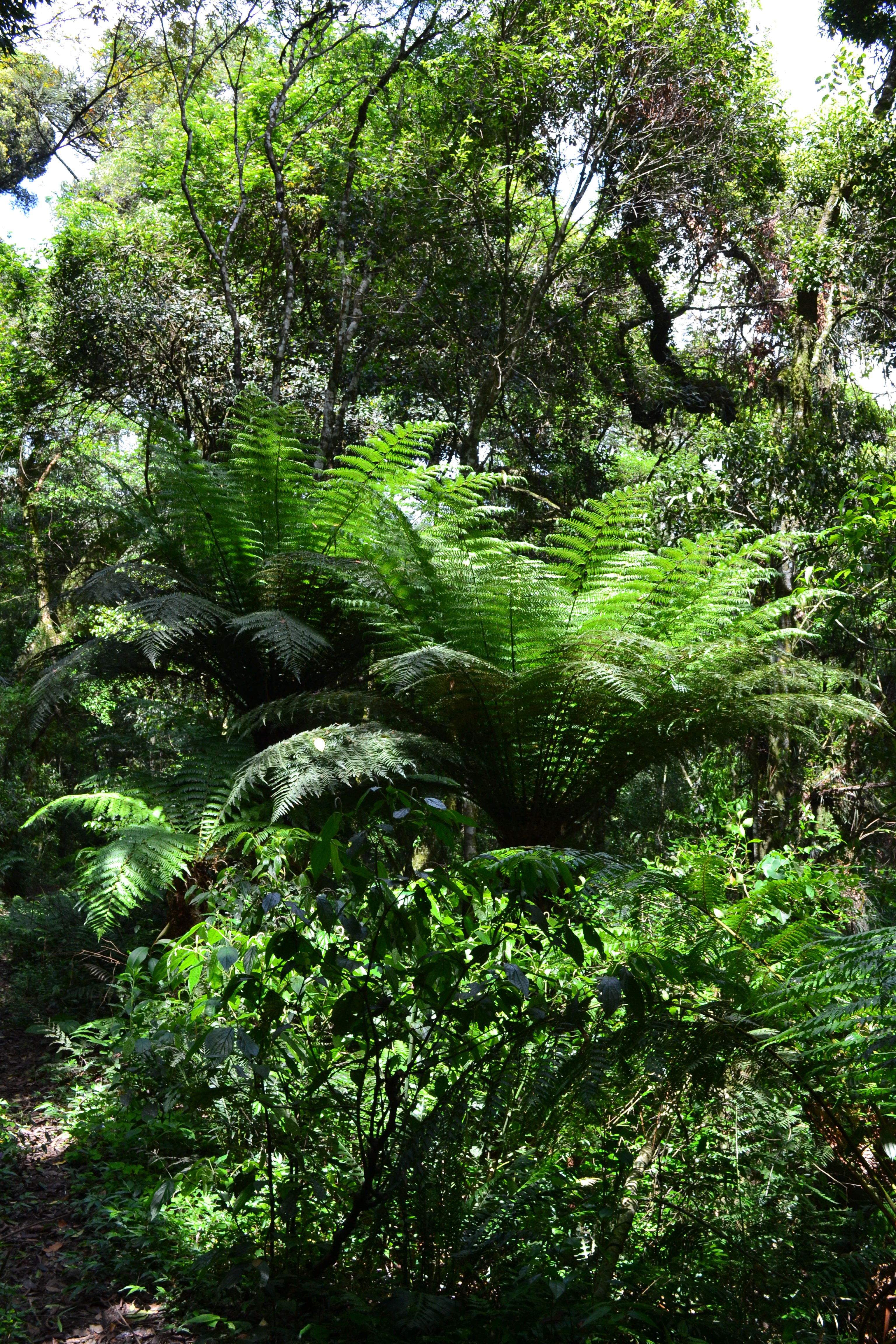